# Sänksjön, Blekinge
Sänksjön är en sjö i Ronneby kommun i Blekinge och ingår i Ronnebyåns huvudavrinningsområde. Sjön är 3,5 meter djup, har en yta på 0,0851 kvadratkilometer och befinner sig 46,5 meter över havet.

## Delavrinningsområde
Sänksjön ingår i det delavrinningsområde (623744-146861) som SMHI kallar för Nedlagd mätstation. Medelhöjden är 57 meter över havet och ytan är 21,58 kvadratkilometer. Räknas de 54 avrinningsområdena uppströms in blir den ackumulerade arean 1 076,15 kvadratkilometer. Avrinningsområdets utflöde Ronnebyån mynnar i havet. Avrinningsområdet består mestadels av skog (58 %) och öppen mark (11 %). Avrinningsområdet har 0,3 kvadratkilometer vattenytor vilket ger det en sjöprocent på 1,4 %. Bebyggelsen i området täcker en yta av 4,25 kvadratkilometer eller 20 % av avrinningsområdet.